# Gabriel Zubeir Wako
Gabriel Zubeir Wako (nascut el 27 de febrer de 1941) és un cardenal sudanès de l'Església Catòlica. Actualment serveix com a Arquebisbe de Khartum.
Nascut a Mboro, va ser ordenat prevere el 21 de juliol de 1963. Va ser ordenat bisbe de Wau el 1974, i arquebisbe de Khartum el 1981. Zubeir Wako va ser proclamat cardenal prevere de Sant'Atanasio a Via Tiburtina pel Papa Joan Pau II el 21 d'octubre de 2003. Va ser un dels cardenals electors que van participar en el Conclave Papal de 2005 que escollí a Benet XVI.
El cardenal Zubeir escapà d'un intent d'assassinat per un membre de la tribu messiria, de fe musulmana, quan celebrava la missa dominical el 10 d'octubre de 2010.
És membre de la Congregació per a l'Evangelització dels Pobles i del Consell Pontifici Cor Unum